# Koglweogo
Koglweogo (por vezes grafado Koglwego) são grupos de autodefesa no Burkina Faso, inicialmente criados para combater a insegurança nas áreas rurais. O termo vem da combinação das palavras na língua more koglgo ("vigiar") e weogo ("floresta"). Eles são especialmente ativos nas planícies centrais do país habitadas pelo grupo étnico mossi. Hoje, essas milícias comunitárias se espalharam para a capital, Ouagadougou. Estão sendo usados pelo exército burquinense para combater grupos jihadistas em Burkina Faso e no Mali. Nos últimos anos, foram identificados como responsáveis pelos problemas de violência intracomunitária que estão a aumentar na área, especialmente contra o grupo étnico fulani, altamente estigmatizado no Burkina Faso. Os fulanis são acusados de preencher as fileiras do Grupo de Apoio ao Islã e aos Muçulmanos (JNIM) e do Estado Islâmico no Grande Saara (ISGS).

## História
Os grupos de autodefesa "Koglwego" surgiram no debate público a partir de 2014, dado o aumento da insegurança após a eclosão da Guerra do Sahel impulsionada por grupos jihadistas e a sensação de impunidade da população, particularmente na região central habitada pelos mossis. Foram inicialmente formados como grupos de autodefesa para evitar o roubo de gado.
De acordo com um relatório de 2018 da Action pour la sécurité humaine en Afrique, devido ao aumento da violência no Sahel e à proliferação de ataques por grupos jihadistas, a população em geral identifica o Koglwego como uma garantia de segurança comunitária.